# 芳文社
株式会社芳文社（ほうぶんしゃ、英: HOUBUNSHA CO., LTD）は、日本の出版社。本社ビルは東京都文京区の水道橋駅と東京ドームシティの間にある。
企業キャッチコピーは「漫画の殿堂」。

## 歴史
創業者の孝壽芳春（こうじゅ よしはる、1913年 - 2009年1月6日）は、京大法学部卒後、陸軍経理学校に入り（昭丙2）、中国、ラバウル、ニューギニアを経て、陸軍主計少佐として陸軍省軍務局戦備課で終戦を迎えた。終戦後は無職となった後、進駐してきたGHQの下でしばらく復員事務官として働いていたが、軍隊時代の同胞だった上法快男とともに、戦時中に軍務局戦備課で臨時資金調整法に基づく審査業務を担当していた前歴を生かし、臨時資金調整法の許可申請手続き代理業で成功を収めた（元々は軍需産業に資金を集中するために作られた法律だが、戦後は戦後復興のためにその枠組みが流用された）。孝壽は代理業に箔をつけるために経済雑誌の発行を思い立ち、上法に相談したところ、出版に詳しい人物として、上法の従兄に当たる加藤謙一を紹介される。
戦前に大日本雄辯會講談社において『少年倶楽部』の編集長として活躍した加藤は、当時は講談社の理事をしていたが、講談社は戦時中の戦争協力の責任を問われ、加藤も蟄居中の身にあった。出版の素人であった孝壽の思い付きに対し、加藤は「そんなものはだめだ」と一喝。経済雑誌を発行する困難さを説く一方、どうしても雑誌を発行したいなら少年雑誌を創刊するように提案。孝壽が少年時代に愛読した『少年倶楽部』の黄金時代を築いた加藤が協力してくれるということで、孝壽も乗り気になる。こうして1946年9月、前身となる尚文館（しょうぶんかん）が設立される。加藤の発案で、加藤が『少年倶楽部』時代に手掛けた佐藤紅緑『あゝ玉杯に花うけて』を再販したところ、20万部くらいの大ヒットとなり、創業の基礎を固める。
1947年1月、痛快少年雑誌の季刊誌『痛快少年』創刊。『痛快少年』は1947年4月号より『野球少年』と改題され、野球雑誌として新創刊される。当初は『痛快少年』と『野球少年』を交互に出すつもりだったが、『野球少年』があまりに好調なため、『痛快少年』は1冊のみで終わった。戦後の野球ブームに乗り『野球少年』は飛ぶように売れ、1947年6月号より月刊化。1950年新年号は25万部に達し、当時の少年誌としてはもっとも売れた。『野球少年』の大成功を受け、後楽園スタヂアムの近くに本社を置こうと考え、1948年に文京区後楽に社屋用地を購入。孝壽と上法は2人とも野球好きで、当時は毎日後楽園に行っていた。 
1948年1月、陸軍の将校だった孝壽と上法、および戦争協力企業である講談社の幹部だった加藤は、GHQによって出版から追放され、尚文館を離れる。孝壽と上法は新たに出版取次の芙蓉書房を設立した。
1950年、プロ野球のセ・パ分裂騒動をきっかけに野球人気が低下し、それに伴い『野球少年』の売れ行きが悪化。時代は痛快冒険雑誌に移りつつあり、少年誌トップの座を『少年画報』（少年画報社）に奪われてしまう。さらに『野球少年』に続けて売り出した雑誌が軒並み赤字で、尚文館の経営が悪化。7月に不渡りを出した。その債権整理のため、孝壽は1950年7月、新たに株式会社芳文社を設立し、尚文館の債務を継承した。
1953年8月、『痛快ブック』創刊。当時の痛快冒険ブームを背景にかなり売れたが、資金不足のため、競合他社の痛快冒険雑誌に押されるようになり、1959年に廃刊。経営は苦しかったが、戦時中にニューギニアのジャングルで飢饉と悪疫を経験した孝壽（元第18軍経理部）にとって、こんな苦労など苦労のうちに入らない、という気持ちで、闘志を燃やした。
1956年2月、新潮社が『週刊新潮』を創刊。当時、週刊誌を発行できる体力があるのは新聞社のみだというのが常識だった中、出版社系の週刊誌としては日本初となる。そこに週刊誌ブームの到来を予見した芳文社は、検討を重ねた結果、漫画の週刊誌なら芳文社のような小規模な出版社においても発行が可能だという結論になる。
1956年11月、日本初の漫画週刊誌『週刊漫画TIMES』を創刊。非新聞社系の週刊誌としては『週刊新潮』に次ぐ2誌目の創刊となった。『週刊漫画TIMES』は、創刊当初は微妙な売れ行きだったが、1957年になると大いに売れだし、『週刊新潮』とともに週刊誌ブームの火付け役となった。特に、創刊号より連載された、歌川大雅のお色気絵物語『小町秘帖』が人気作となった（当時は絵物語と漫画の区別がまだ曖昧な時代である）。大人向けのストーリー漫画雑誌という、前例のない雑誌で、大人向けなのでお色気もあった。
『週刊漫画TIMES』のヒットを受け、『別冊週刊漫画TIMES』（1959年10月創刊）、『週刊漫画TIMES増刊』（1965年3月創刊）、『別冊週刊漫画TIMES増刊』（1965年12月創刊）、『コミックmagagine』（1966年5月創刊、日本初の青年漫画誌）、『漫画パンチ』（1967年4月創刊）、『漫画コミック』（1968年5月創刊）、などの漫画雑誌を創刊。当時の漫画ブーム・劇画ブームを背景に、それぞれ非常に売れた。『週刊漫画TIMES』を主軸として経営も安定したため、後楽園スタヂアムの近くに念願の本社ビルを建設することとなり、1968年4月に着工、1969年5月に竣工、6月より新社屋での業務を開始した。（ちなみに屋上の看板は、竣工当時は「漫画の殿堂」ではなくリプトンの広告だった）
（ここまで、『芳文社20年の歩み』「芳文社20年略史」、1970年、芳文社、pp.45-49を参照）

## 沿革
- 1946年 - 孝壽芳春（こうじゅ よしはる、1913年 - 2009年1月6日[3]）が軍隊時代の同胞だった上法快男とともに、前身となる尚文館（しょうぶんかん）を設立[4]。出版の知識を得るためアドバイザーとして上法の親戚である加藤謙一を迎え入れた。
- 1947年 - 少年雑誌『野球少年』を創刊[5]。NHKアナウンサーの志村正順による「誌上放送」が人気企画となった[6]。
- 1950年 - 尚文館を継承する形で芳春が新たに芳文社を設立。
- 1956年 - 日本初の漫画週刊誌『週刊漫画TIMES』を創刊。現存するものとしては日本で8番目に古い週刊誌である[7]。
- 1966年 - 日本初の青年漫画誌『コミックmagazine』を創刊。
- 1981年 - 日本初の4コマ漫画専門誌『まんがタイム』を創刊[8]。
- 2002年 - 萌え系漫画雑誌『まんがタイムきらら』を創刊[8]。
- 2003年 - 芳春の長男・孝壽尚志が代表取締役社長に就任。

## 発行雑誌
2021年2月現在、『週刊漫画TIMES』以外の定期刊行誌は全て月刊。

### 中高年向け漫画雑誌
- 週刊漫画TIMES（1956年創刊、毎週金曜日発売）

### 青年・ファミリー向け4コマ漫画誌
主に2000年代中頃からは一定の割合で萌え系4コマを含む形で掲載しており、「まんがタイムきらら」系を補完する役割も受け持つ。
- まんがホーム（1987年創刊、毎月2日発売）
- まんがタイム（1981年創刊、毎月7日発売）
- まんがタイムオリジナル（1982年創刊、毎月27日発売）

### 萌え系4コマ誌
- まんがタイムきらら（2002年創刊、毎月9日発売）
- まんがタイムきららMAX（2004年創刊、毎月19日発売）
- まんがタイムきららキャラット（2003年創刊、毎月28日発売）

### 萌え系ストーリー漫画誌
- まんがタイムきららフォワード（2006年創刊、毎月24日発売）

### ボーイズラブコミック誌
- 花音（1994年創刊、毎月14日発売）
- kyapi!  ※電子雑誌

### 過去に発行していた雑誌
- 痛快少年→野球少年（1947年-1956年）
- 痛快ブック（1953年-1961年）
- 別冊週刊漫画TIMES（1959年-1990年,1998年-2006年）
- 週刊漫画TIMES増刊
- コミックmagazine（1966年-1988年[9]） ※青年劇画誌。
- 漫画パンチ（1967年-1985年[10]）→まんがスポーツ（1985年-1994年[11]）
- 漫画コミック（1968年-1982年[12]）
- カラー小説（1969年-1970年[13]）
- 劇画Document（1971年）→長編劇画（1971年-1973年[14]）→漫画マガジン（1974年-1978年[15]）
- 長編コミック傑作集（1970年-[16]）→長編コミック（1972年-[17]）→漫画ルック（1974年-1978年[18]）
- 長編漫画傑作集（1970年[19]-1988年）
- ワイド漫画（1977年-） ※関連会社芳英社
- 現代漫画文庫（1977年-） ※関連会社芳英社
- 問題コミック（1979年-）
- オールコミック（1979年-）
- 大学マガジン（1979年-1981年[20]）
- 特選麻雀（1980年-1989年[21]）
- ギャグまん（1983年-1992年[22]）
- 別冊まんがタイム（1983年-1984年[23]）→まんがタイムファミリー（1984年-2018年[24]）
- 麻雀パンチ（1984年-1987年[25]）※コミックmagazineの増刊扱い、隔月刊。
- 快笑ギャグ（1985年-1989年[26]）
- LOVING（1987年-1997年[27]） ※レディスコミック誌
- SPECTER（1988年-） ※ホラーコミック誌
- まんがセブン（1988年-1989年[28]）→まんがタイムスペシャル（1989年-2019年[29]）
- MORLOVE（1989年-1993年[30]） ※レディスコミック誌
- 週刊漫画ゴールド（1990年-1991年[31]）→漫画ゴールド（1991年-1995年）
- 週漫スペシャル（1994年-2010年[32]）
- わんにゃんCLUB（1994年-）
- まんがタイムラブリー（1994年-2011年[33]）
- まんがタイムキッチュ！！（1994年-）
- まんがタイムジャンボ（1995年-2018年[34]）
- 週漫 young スペシャル（1996年-）
- 小説花音倶楽部（1996年-1997年[35]）
- 花音EXTRA（1997年-）
- 別冊週漫スペシャル（1998年-2006年[36]）
- 花音MAX（1999年-）
- まんがタイムナチュラル
- まんがタイムDash!
- まんがタイムポップ
- 本当にあった(生)ここだけの話（2004年-2015年[37]）
- 超本当にあった(生)ここだけの話（2007年-2018年[38]）
- コミックエール!（2007年-2010年[39]）
- Cita Cita（2008年-2010年[39]） ※ボーイズラブコミック誌
- まんがタイムきららミラク（2011年-2017年[40]）
- まんがタイムきらら☆マギカ（2012年-2017年[41]）※まんがタイムきららキャラットの増刊扱い。
- ボーイズキャピ！（-2018年） ※ボーイズラブコミック誌、電子雑誌『kyapi!』に移行。

## 書籍
- MYPAL BOOKS（刊行終了）

### コミックス
- 芳文社コミックス
- まんがタイムコミックス
- まんがタイムKRコミックス
- 花音コミックス
- FUZコミックス
- LOVINGコミックス（刊行終了）

その他、読売新聞に連載中の『コボちゃん』（植田まさし）の単行本発行も蒼鷹社から引き継いで行っている（まんがタイムコミックスレーベル）。

### コミックアンソロジー
- いただきます幸せごはん

#### 過去に発行していたアンソロジー
- つぼみ
- コミックギア
- まんがタイムきららカリノ
- HAKOBUNE[42]→ラバコ[43] ※掲載作品はコミックトレイルに移籍。

## WEBコミック・マンガアプリ
- COMIC FUZ[44]
- コミックトレイル[45]

ニコニコ漫画
- 週漫電子
- きららベース
- まんがタイム彩
- ニコニコFUZ
- ニコニコトレイル

pixivコミック
- まんがタイム彩pixiv

## 映像作品
『ひだまりスケッチ』以降、アニメの製作委員会に出資している。

### まんがタイムきらら
- ひだまりスケッチ
- ドージンワーク
- GA 芸術科アートデザインクラス
- 夢喰いメリー
- Aチャンネル
- キルミーベイベー
- あっちこっち
- ゆゆ式
- きんいろモザイク
- 桜Trick
- ご注文はうさぎですか?
- ハナヤマタ
- 幸腹グラフィティ
- がっこうぐらし!
- 城下町のダンデライオン
- あんハピ♪
- 三者三葉
- NEW GAME!
- ステラのまほう
- うらら迷路帖
- ブレンド・S
- ゆるキャン△
- スロウスタート
- こみっくがーるず
- はるかなレシーブ
- アニマエール!
- まちカドまぞく
- 恋する小惑星
- 球詠
- おちこぼれフルーツタルト
- スローループ
- RPG不動産
- ぼっち・ざ・ろっく!
- 星屑テレパス
- mono
- ばっどがーる

### その他
- 魔法少女まどか☆マギカ ※コミカライズを担当
  - マギアレコード 魔法少女まどか☆マギカ外伝 ※原作ゲームのコミカライズを担当
- 恋愛ラボ
- アルドノア・ゼロ ※コミカライズを担当
- レーカン!
- わかば*ガール
- 小森さんは断れない!
- 大家さんは思春期!
- サクラクエスト ※コミカライズを担当
- Lv1魔王とワンルーム勇者
- 妻、小学生になる。（テレビアニメ版）

## 非出資映像化作品
- 独身アパートどくだみ荘
- 蔵の宿
- コインロッカー物語
- けいおん!
- かなめも
- みのりスクランブル!
- 信長のシェフ
- がっこうぐらし!（実写映画版）
- ゆるキャン△（テレビドラマ版）
- 妻、小学生になる。（テレビドラマ版）
- 星屑テレパス（テレビドラマ版）

## アプリゲーム
- きららファンタジア （アニプレックス、ドリコムとの共同[46]）

## 関連人物
- 孝壽尚志 (代表取締役)
- 東敬彰 （専務取締役）
- 岩佐玲子（常務取締役[47] ）
- 岡部隆（執行役員[47]）
- 小林宏之 (『まんがタイムきらら』グループ編集部リーダー)
- 篠原猛 (『まんがタイムきらら』グループ編集部)
- 黒澤真（『まんがタイムオリジナル』編集）
- 加藤昱夫 (『まんがタイムきららフォワード』元編集)
- 桜井嗣治（『まんがタイムオリジナル』元編集）
- 中目佳典 (『花音』編集長[48])
- 上法快男(尚文館共同設立者。芙蓉書房元社長)
- 加藤謙一(尚文館編集協力者[49]。学童社元社長)
- 平田昌兵 (『漫画パンチ』編集長[50][51]。ベストセラーズ元社長、ワニマガジン社元社長)
- 塚田友宏（壱番館書房元社長、大陸書房元社長）